# Faradaya amicorum
Faradaya amicorum là một loài thực vật có hoa trong họ Hoa môi. Loài này được (Seem.) Seem. mô tả khoa học đầu tiên năm 1865.